# Réciprocité (film)
Pour les articles homonymes, voir Réciprocité.
Pour plus de détails, voir Fiche technique et Distribution.
Réciprocité (Obratnaia sviaz, Обратная связь) est un film soviétique réalisé par Viktor Tregoubovitch, sorti en 1977,.

## Fiche technique
- Réalisation : Viktor Tregoubovitch
- Scénario : 	Alexandre Gelman
- Photographie : Eduard Rozovski
- Musique : Alekseï Rybnikov
- Décors : Gratchia Mekinian
- Montage : Margarita Chadrina
- Pays de production :  Union soviétique
- Durée : 93 minutes
- Date de sortie : 1977

## Distribution
- Oleg Yankovski : Leonid Aleksandrovich Sakulin
- Mikhaïl Oulianov : Ignat Maksimovich Nurkov
- Kirill Lavrov : Vladimir Borisovich Okunev
- Lioudmila Gourtchenko : Margarita Illarionovna Vyaznikova
- Igor Vladimirov : Rolan Matveyevich Lonshakov
- Mikhail Pogorzhelsky : Pavel Nikolayevich Koznakov
- Vsevolod Kuznetsov : Timonin
- Igor Dmitriev : Gleb Valerianovich Artyushkin
- Dmitri Krivtsov : Viktor Grigorevich Ablov
- Yelena Stavrogina : Vera Vasilyeva
- Leonid Nevedomsky : Rachadov
- Valentina Talyzina : Petrova
- Natalia Goundareva : Anna Alekseyevna Medvedeva
- Nikolai Sytin : Kukharenko
- Vladimir Ageyev : (comme V. Ageyev)
- G. Denisova :
- Vitali Kanevski : (comme V. Kanevskiy)
- N. Kudyakov :
- Grachya Mekinyan : (comme G. Mekinyan)
- Svetlana Menshikova : (comme S. Menshikova)
- N. Milchakova :
- Fyodor Odinokov : Fyodor Ivanovich Averyanov (comme F. Odinokov)
- Eduard Rozovsky : (comme E. Rozovskiy)
- Stanislav Rudnev : (comme S. Rudnev)
- L. Salikova :
- Georgiy Shtil : direktor Dvortsa kulturi (comme G. Shtil)
- Dmitriy Shulkin : (comme D. Shulkin)
- Z. Sokolova :
- Zoya Vasilkova : Chlen byuro gorkoma (comme Z. Vasilkova)
- Natalya Vasina : (comme N. Vasina)
- Sergey Zamorev : (comme S. Zamoryev)
- Pyotr Shelokhonov : (non crédité)
- Viktor Tregoubovitch : master Krol (non crédité)